# Joseph Koch (Architekt)

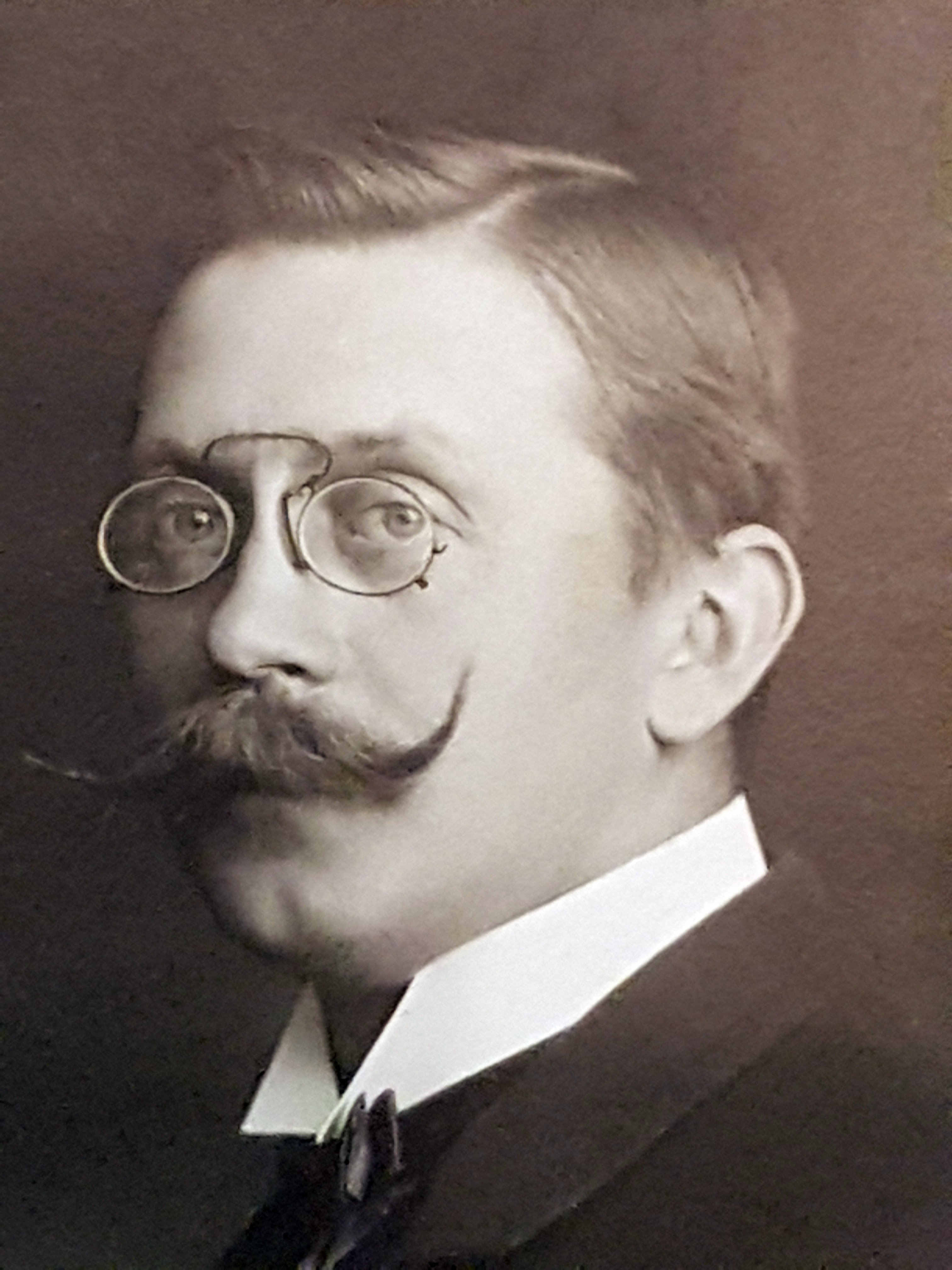
Joseph Koch (um 1917)

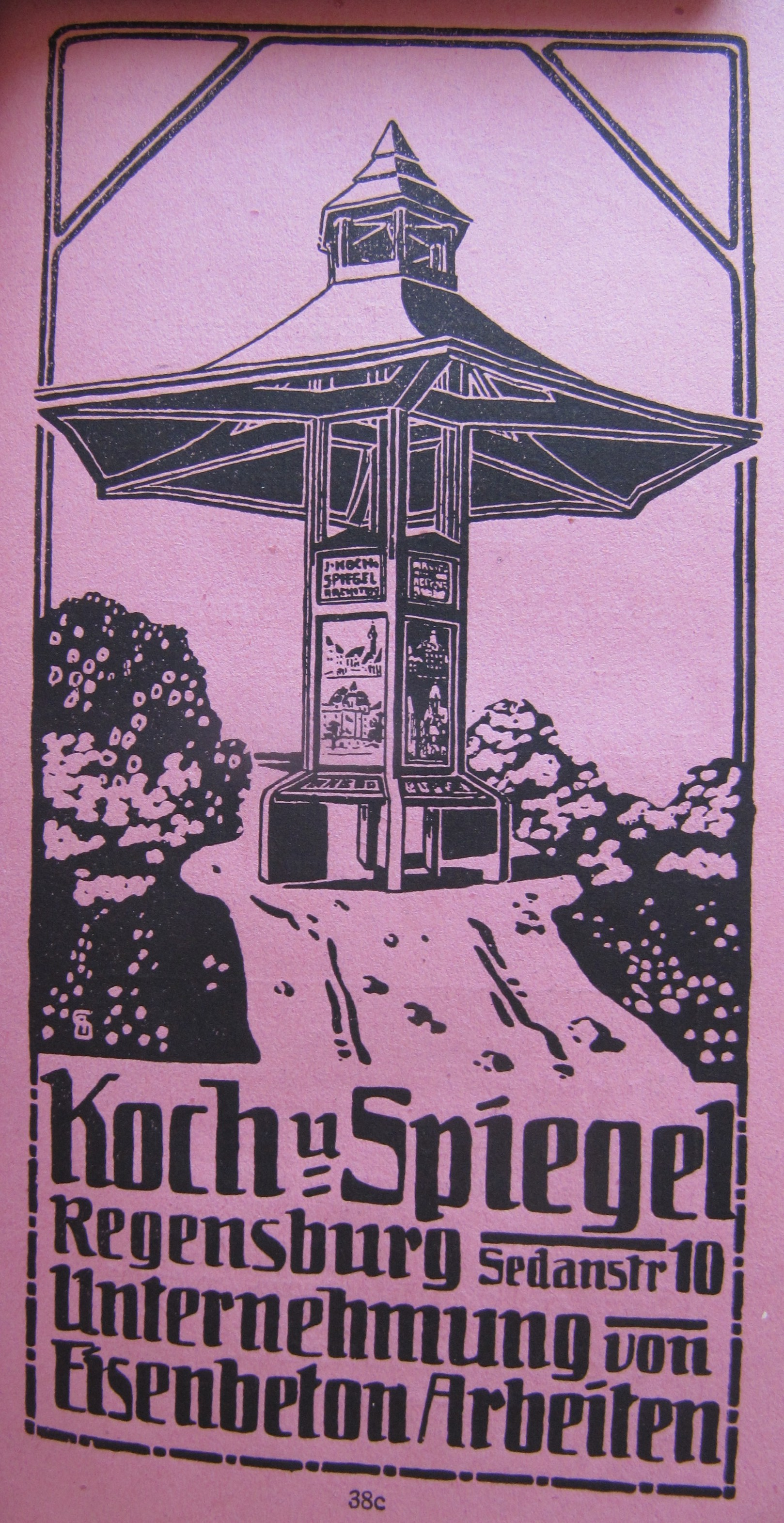
Werbeanzeige der Firma Koch und Spiegel, Regensburg, aus dem Ausstellungskatalog der Oberpfälzischen Kreisausstellung von 1910. Aus dieser Zeit ist noch der abgebildete Pavillon im heutigen Stadtpark erhalten, das erste Bauwerk in Regensburg aus Stahlbeton.

Joseph Nikolaus Koch (* 25. Mai 1873 in München; † 3. November 1934 in Regensburg) war ein deutscher Architekt.

## Berufsleben
Joseph Koch wurde als Sohn eines Kaufmanns geboren. Nach seiner Gymnasialzeit am Maxgymnasium und seiner Ausbildung an der Baugewerkschule München war er als Architekt bei verschiedenen renommierten Münchner Baufirmen und führenden Architekturbüros tätig. In den Jahren 1896 und 1897 war er bereits zwei Mal für Architektenaufträge in Regensburg tätig, bei denen er mit dem Fürstlichen Oberbaurat Max Schultze zusammenarbeiteten konnte. Dabei ging es 1896 um die Vorbereitung von Ausstellungsbauten für die Kreisausstellung der Oberpfalz im Rahmen einer bayerischen Landesausstellung. 1897 war die Entkernung des Goliathhauses geplant, die damals beschönigend als Innensanierung bezeichnet wurde. Anlässlich dieses Einsatzes äußerte Koch beim Magistrat der Stadt auch seine Auffassung zum damaligen Wandbild auf der Nordfassade des Goliathhauses. Er war der Meinung, dass man nach der beschlossenen Erhaltung der Nordfassade des Hauses das dort vorhandene Goliath–Fresko, dieses vornehmste Wahrzeichen der Stadt, nicht im zuletzt vom Maler Dendl geschaffenen Zustand belassen könne, weil dessen Darstellung mit der ursprünglichen Darstellung nichts mehr zu tun habe.
Koch zog am 1. Juli 1897 nach Regensburg und erhielt am 5. Oktober 1899 das notwendige Heimatrecht für Regensburg, um sich in der Stadt niederzulassen. Er gründete daraufhin ein Architekturbüro, an dem sich im Jahr 1900 der ehemalige Mitschüler Heinrich Hauberrisser beteiligte. Im April 1905 kam es zu einem Zerwürfnis der beiden Partner; fortan traten sie als konkurrierende Bewerber um Bauprojekte auf. Danach holte Koch den Baumeister Franz Spiegel in sein Unternehmen, welches sich fortan in der Sedanstraße 10 befand. 1906 erbaute Koch sein Wohnhaus mit Atelier in der Prüfeniger Straße Nr. 19. Die Zusammenarbeit von Koch als einem Künstler am Reißbrett mit seinem Partner Spiegel als dem Praktiker an den Baustellen in Regensburg entwickelte sich dynamisch und war erfolgreich.

## Privatleben
Koch war von 1911 bis 1924 ehrenamtliches Mitglied im Stadtrat und galt als sehr pflichtbewusst. Gleichzeitig war er aber auch frohsinnig und feierte gerne Feste. Er war auch Mitglied der Regensburger Faschingsgesellschaft Narragonia und ließ sich für die Saison 1899/1900 zum Faschingsprinzen wählen. Als Novum mietete er einen kompletten Eisenbahnwaggon, um mit seiner Faschingsgesellschaft nach Würzburg zu reisen. Damit füllte er diesen Posten genau so engagiert und intensiv aus, wie er auch seine Arbeiten erledigte.
Koch starb am 3. November 1934 nach mehrwöchiger Krankheit und wurde am Oberen Katholischen Friedhof in Regensburg beigesetzt.
Sein Sohn Josef Koch, der Architekt und spätere Baugutachter, trat 1928 in die Firma ein und führte sie nach dem Tod von Joseph Koch weiter.

## Bedeutung und Werk
Die Zusammenarbeit des planenden Künstlers Koch und des organisierenden Bauleiters Spiegel erwies sich mit den sich ergänzendenBegabungen und Ausbildungen der beiden Partner in den folgenden Jahren als sehr fruchtbar. Durch seine zahlreichen Auslandsreisen besaß Koch eine große Stilsicherheit und schuf seine Werke weitgehend stilrein im Sinne des Historismus, oft kombiniert mit dem Jugendstil (Eklektizismus). Auch besonders schwierige Anforderungen konnten beide erfüllen, wie sich am innovativen Entwurf für den Bau der neuen Synagoge zeigte. In diesem Fall musste der Grundriss der Synagoge wegen der Abmessungen des Bauplatzes oval statt rechteckig sein und die Lichtverhältnisse mussten detailliert vorgeplant werden. Das Arbeitsfeld von Koch findet sich vorwiegend in der Oberpfalz und besonders in Regensburg, wo aber seine Pläne zum Bau eines Hochhauses in der Maximilianstraße und sein Plan zur Anbindung des Hauptbahnhofs an die Maximilianstraße durch Arkaden mit Verkaufsläden nicht verwirklicht wurden.

## Bauten (Auswahl)
- 1895: Villa für den Fabrikanten Ludwig Eckert, Ludwig-Eckert-Straße 2 in Regensburg
- 1897: Entkernung des Goliathhauses in Regensburg
- 1898: Velodrom in Regensburg
- 1899: Weinschenk-Villa, Hoppestraße 6 in Regensburg
- 1899–1900: Wohnhaus Von-der-Tann-Straße 7 in Regensburg
- 1900: Südseite des Haidplatzes, Krebsgasse 2 in Regensburg
- 1900: Mehrfamilienwohnhaus Richard-Wagner-Straße 10 in Regensburg (mit „herrschaftlichen“ Großwohnungen)
- 1901–1903: Katholische Wallfahrtskirche Heiligkreuz und Kloster in Pleystein
- 1902: Doppelwohnhaus Stobäusplatz 3 in Regensburg (in Zusammenarbeit mit Heinrich Hauberrisser; mit reichem Jugendstildekor)
- 1902: Katholischer Pfarrhof in Pleystein (in Zusammenarbeit mit Heinrich Hauberrisser)
- 1902–1904: Katholische Pfarrkirche St. Sigismund in Pleystein (in Zusammenarbeit mit Heinrich Hauberrisser)
- 1903: Gebäude Alter Kornmarkt 5 in Regensburg
- 1903–1904: Katholische Pfarrkirche St. Laurentius in Ramspau (in Zusammenarbeit Heinrich Hauberrisser)
- 1904: Brauereigasthof Kuchlbauer in Abensberg
- 1906: Gebäude Weißenburgstraße 5 in Regensburg
- <1906: Villa Amalia, in der Werkssiedlung der ehemaligen Maxhütte in Maxhütte-Haidhof. Erbaut als Landhaus für die Generalmajorstochter Amalia Frey. Kleine Villa mit Einflüssen der englischen Landhausbewegung
- 1910–1911: Wohnhaus D.-Martin-Luther-Straße 7 in Regensburg (ursprünglich Direktionsgebäude der Maschinenfabrik Sinz)
- 1911: Tanzcafé Koch, Maximilianstraße 4 in Regensburg (später Gaststätte Fürstenhof)
- 1911–1912: Neue Synagoge, Am Brixener Hof 2 in Regensburg in Regensburg (1938 zerstört)
- 1912: Mehrfamilienwohnhaus D.-Martin-Luther-Straße 9 in Regensburg
- 1915: Lagerhaus Bruderwöhrdstraße 15b in Regensburg (umgenutzt)

## Bildergalerie

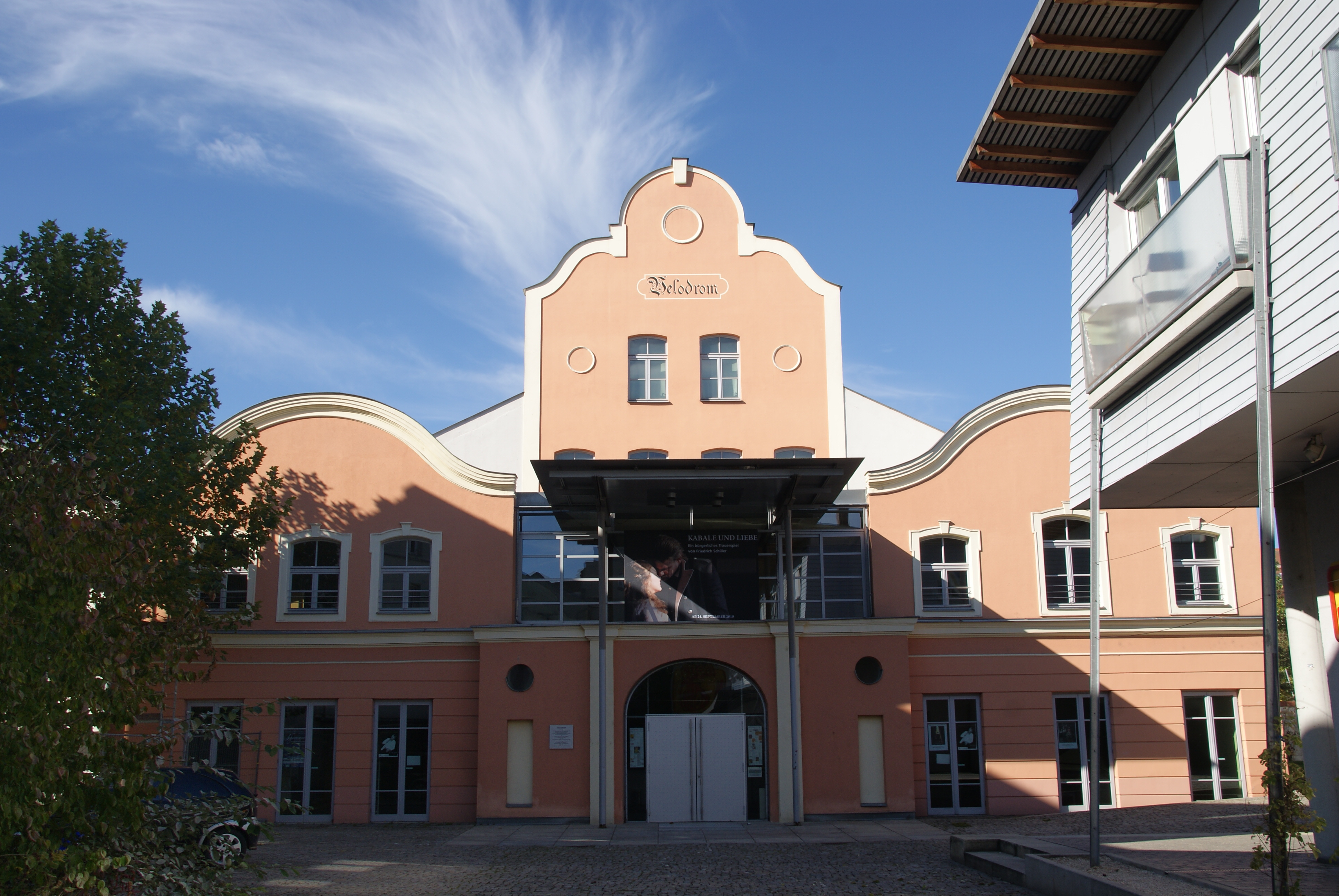
Velodrom, Regensburg
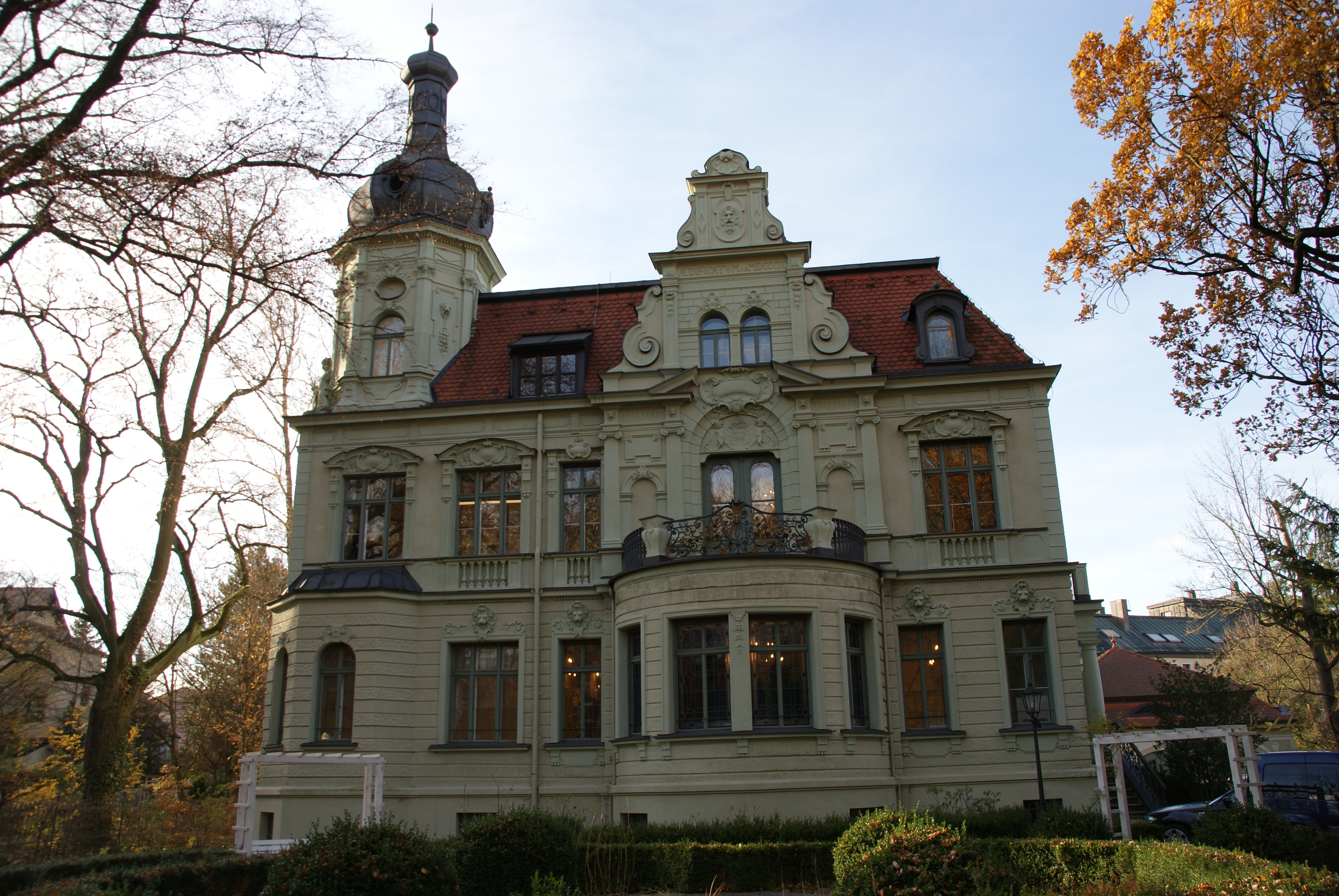
Hoppestraße 6, Regensburg
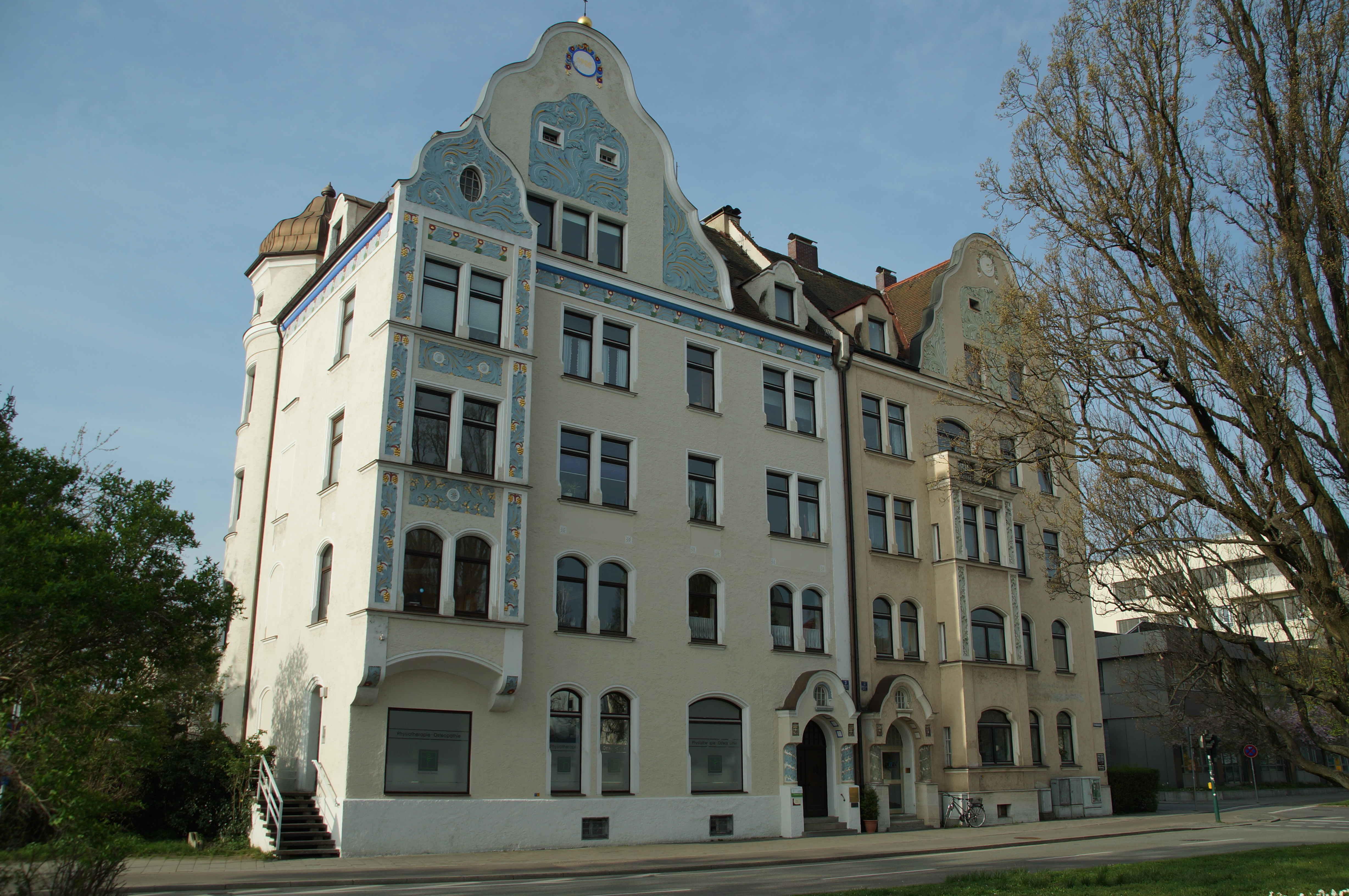
Stobäusplatz 3–4, Regensburg
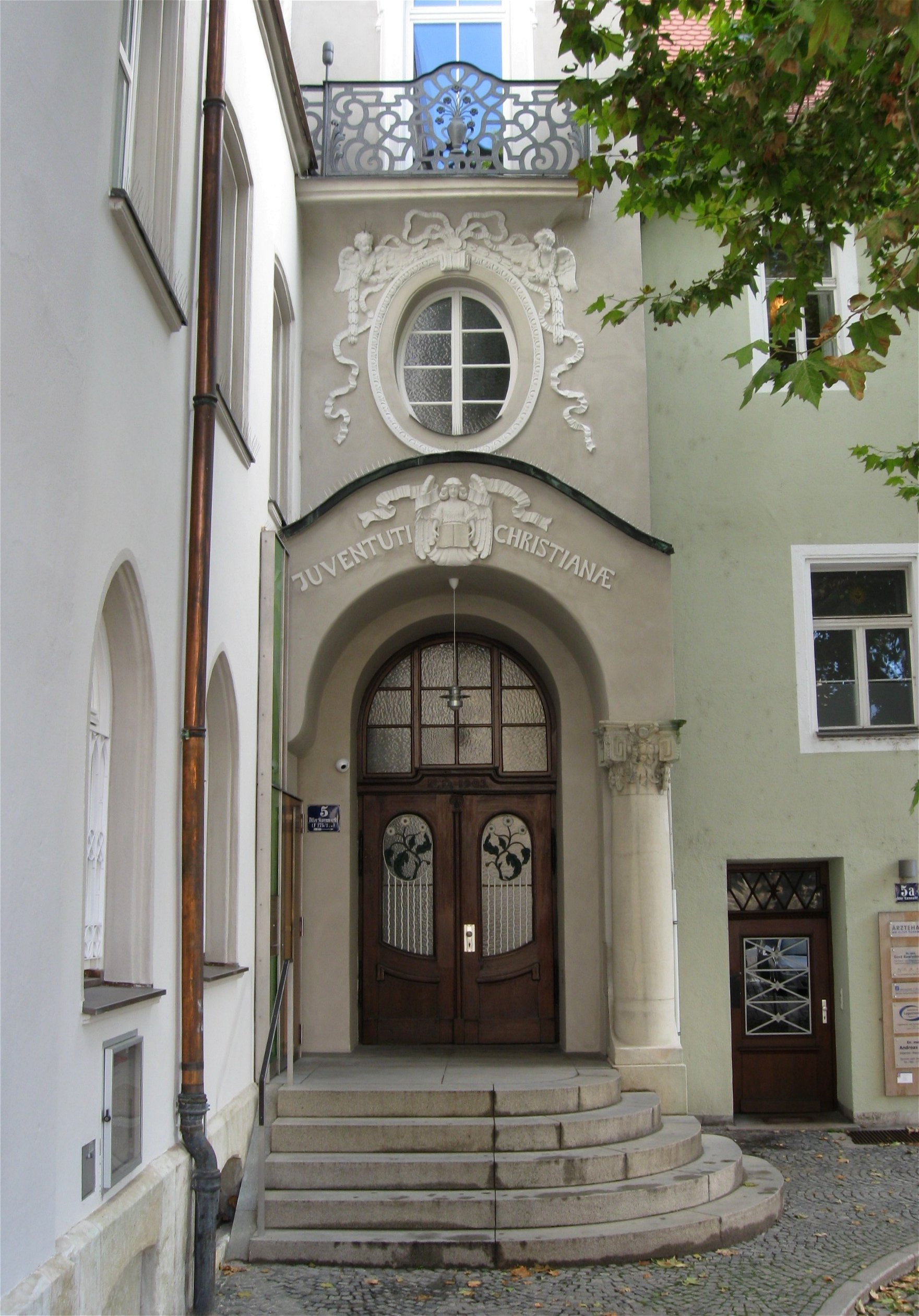
Alter Kornmarkt 5, Regensburg
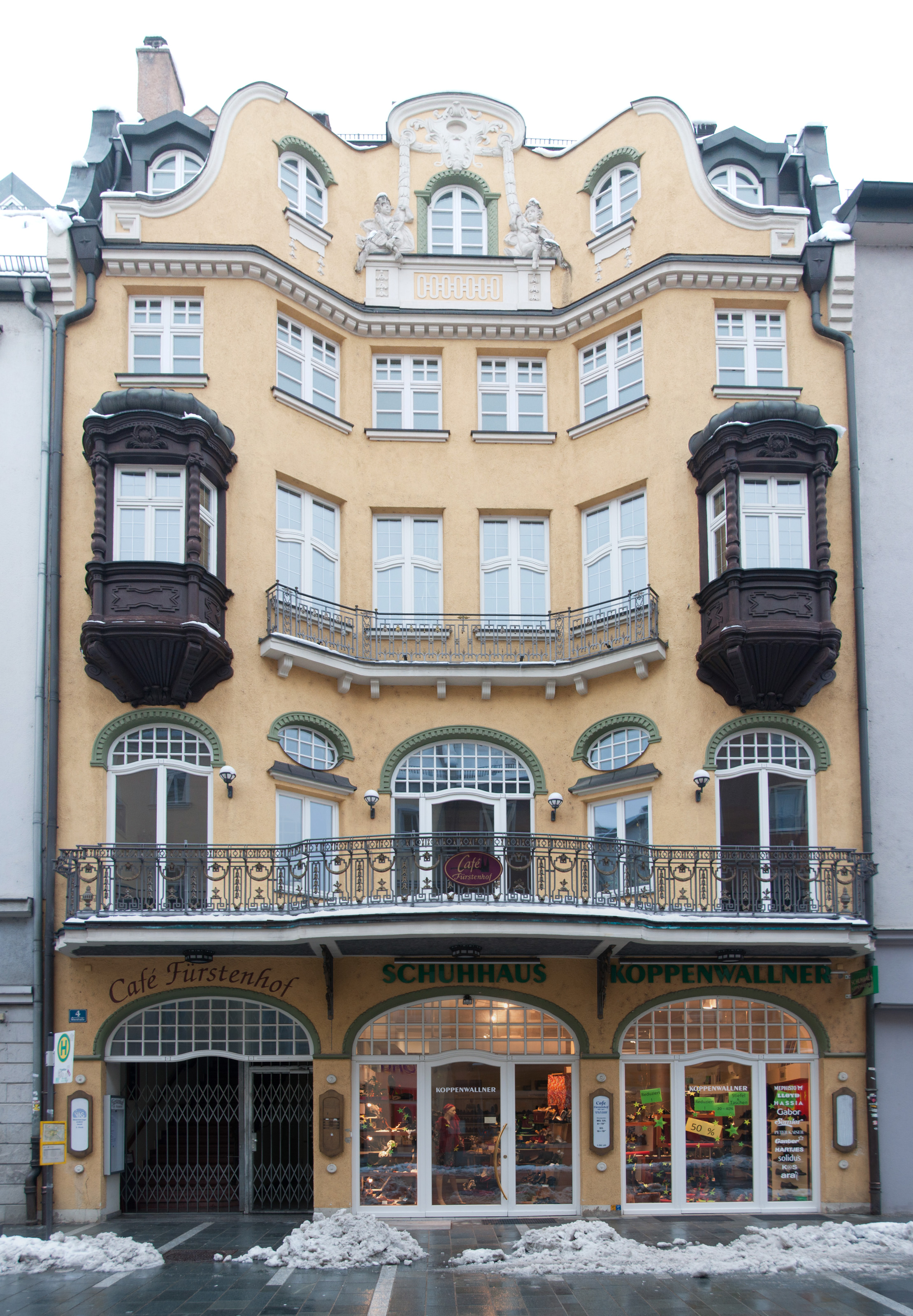
Maximilianstraße 4 Regensburg
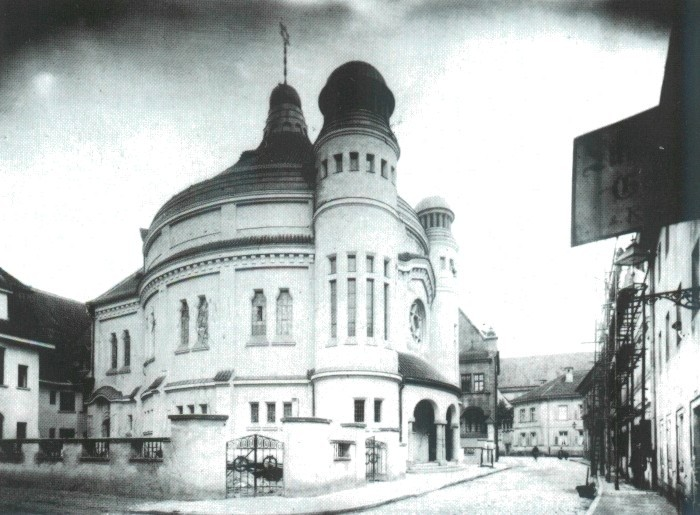
Regensburger Synagoge (1912–1938)